# Бентвиш
Бентвиш (нем. Bentwisch) — община в Германии, в земле Мекленбург-Передняя Померания.
Входит в состав района Бад-Доберан. Подчиняется управлению Ростоккер Хайде.  Население составляет 2549 человек (на 31 декабря 2010 года). Занимает площадь 14,74 км².